# Vitoroga antilopa
Vitoroga antilopa (Antilocapra americana) ili viloroga antilopa, a ponekada i rašljoroga antilopa je jedina postojeća vrsta porodice Antilocapridae, jedne od dvije porodice sisavaca koje žive samo u Sjevernoj Americi (druga porodica je Aplodontidae).

## Rasprostranjenost i stanište
Vitoroge antilope nastanjuju otvorene travnate oblasti i šipražje zapadnih Sjedinjenih Američkih Država i Kanade, kao i neke dijelove Meksika.

## Opis
Vitoroga antilopa je duga, od glave do repa, 140 cm. U ramenima je visoka 87 cm, a teži 47-70 kg. Ženke su inače za 10-25% manje od mužjaka. Ova antilopa je poznata po svojoj brzini, jer može postići brzinu od 86 km/h, a može održavati brzinu od 70 km/h preko 6,4 km. Imaju zdepasto tijelo i duge i vitke noge. Papci su dugi, špicasti, razdvojeni i zaštićeni kako bi mogli podnijeti udarce koraka jer vitoroga antilopa može skočiti do 8 metara u daljinu kada trči. Oba spola imaju rogove, koji su kod mužjaka dugi oko 43 cm s naprijed okrenutim vrhovima. Ženke imaju kratke rogove, duge oko 4,2 cm. Pomoću svojih velikih očiju, zaštićenih crnim trepavicama, mogu vidjeti sve u vidnom polju od 360°. 
Gornji dio tijela je smeđe-žute boje, dok su stomak i unutrašnja strana udova, četverokutni dio između ramena i kukova, linije ne vratu i stražnjica bijeli. Mužjaci imaju crno lice i dvije crne šare ispod ušiju, koje koriste pri udvaranju i pokazivanju dominantnosti. Miris je vrlo važan za vitoroge antilope i zato mužjaci imaju 9 mirisnih žlijezda, a ženke 6. Mužjaci označavaju teritoriju žlijezdama na glavi.
Zubi su im prilagođeni za hranjenje raznim prerijskim biljkama, šipražjem, travama, ali i kaktusima i usjevima. Zubi stalno rastu zbog trošenja.

## Razmnožavanje
Oba spola su zrela sa 16 mjeseci. Ženke stvaraju 4-7 jajašaca, ali najviše 4 oplođena mogu da stanu u maternicu. Tjeranje traje dva do tri tjedna, a bremenitost 252 dana. Mladunci se kote krajem svibnja ili početkom lipnja i na rođenju su teška 3,4 do 3,9 kg. Mladunci su u stanju prestići konja s dva dana starosti, ali nemaju snage za duga putovanja s ostatkom krda, pa ostaju skriveni u travi dok ne napune 21-26 dana. Ženke brinu o mladima 4-5 mjeseci, s tim da se mužjaci odbijaju od dojenja 2-3 tjedna prije ženki. Vitoroge antilope žive oko 10 godina, a u zatočeništvu i 15. Odrasli mužjaci ne brinu o svojim potomcima.   

## Drugi projekti
|  | Zajednički poslužitelj ima još gradiva o temi vitoroga antilopa |
|  | Wikivrste imaju podatke o taksonu vitorogoj antilopi            |